# Benoît-Louis Gouly
Marie-Benoît-Louis Gouly, né à Saint-Martin-du-Mont (Ain) le 17 novembre 1753 et mort le 9 janvier 1823 à Versailles (Yvelines), est une personnalité politique  de la Révolution française.

## Biographie
Fils d’un chaudronnier, Gouly va chercher, fort jeune, la fortune aux Antilles. Y ayant assez bien réussi, il se trouve dans une situation très favorable à l’Isle de France, où il exerce la profession de médecin, lorsque la Révolution éclata. Il en embrasse la cause avec ardeur, est nommé en 1791, secrétaire de l’Assemblée coloniale, puis député à la Convention nationale le 12 mars 1793.
S’étant embarqué aussitôt avec son collègue, Serre, ils sont pris par les Anglais, dans la traversée, et dépossédés de tout ce qu’ils ont. Relâchés au bout de trois mois, ils arrivent à la Convention le 5 octobre même année. Prenant la parole, Gouly déclare que l’arbre de la liberté a été planté au milieu de la joie publique par les onze cantons de l’Isle-de-France et offre à la République, de la part de la garde nationale de cette colonie, l’engagement d’armer et d’entretenir un gendarme pendant toute la guerre, avec un don patriotique de six mille francs, de cent cinquante livres d’indigo, et de treize livres pesant de matières d’or et d’argent. Il dépose sur le bureau ce dernier objet, déclarant que le reste a été pris par les Anglais, et que lui-même est sans ressources. Ceci décide la Convention, sur la proposition de Merlin de Douai, à lui accorder une indemnité pour frais de voyage.
Gouly va aussitôt siéger au sommet de la Montagne, au milieu de nombreux applaudissements. Il ne parle guère d’abord dans cette assemblée que sur des questions d’intérêts coloniaux. Esclavagiste camouflé, il se dispute à ce sujet avec Robespierre.
Envoyé dans les premiers jours de 1794, en mission dans les départements de l’Ain et de Saône-et-Loire, il y parait modéré après les excès auxquels venaient d’y livrer Albitte et Javogues. Cependant, il se conforme encore, dans quelques occasions, aux principes de la Terreur, notamment à Belley, où par un arrêté il traduit au tribunal révolutionnaire, comme fédéraliste, l’ex-constituant Brillat-Savarin, qui a échappé par la fuite à cet arrêt d’une mort inévitable. Gouly n’ignore pas cette évasion et il sauve ainsi quelques personnes de l’échafaud. Le comité de salut public, à qui ne peut convenir de pareils ménagements, ne tarde pas à le rappeler.
Revenu à Paris, à la même époque que son compatriote Gauthier, et pour des motifs à peu près semblables, ils vont ensemble, aux Jacobins, soutenir que c’était à tort qu’on les a accusés de modération. Cette défense ayant très bien réussi, Gouly est nommé quelques jours après, secrétaire de la société. Il évite pourtant de se mettre en évidence jusqu’à la chute de Robespierre et, le 9 thermidor, il se montre même l’un des plus zélés à le combattre. Il poursuit ensuite avec beaucoup d’ardeur les membres des anciens comités, tels que Robert Lindet, Collot d’Herbois, Claude Javogues, etc.
Dans les journées des 2 et 3 prairial an III, il demande la mise hors la loi du rassemblement qui se tient à la maison commune, sous le nom de convention nationale du souverain, et fait traduire sur-le-champ au tribunal révolutionnaire les individus qui ont été arrêtés.
Toujours fort occupé de repousser toute espèce de participation au règne de la Terreur, il publie dans le même temps deux éditions d’un Compte rendu de ses opérations dans les départements de l’Ain et de Saône-et Loire, dont il veut faire payer les frais d’impression par la République. Lesage lit, comme un échantillon de la modération de Gouly, son arrêté contre Brillat-Savarin, à l’appui de cette assertion, mais cette faveur ne lui est pas accordée. Son collègue Legendre déclare même positivement, dans la séance du 7 fructidor an III, qu’il faut que Gouly publie à ses propres frais ce qu’il appelle ses « Contes bleus ».
Après la session conventionnelle, il passe au conseil des Anciens, qu’il quitte en 1797, pour se retirer dans une propriété qu’il possède près de Versailles, et où il est mort.

## Sources
- « Benoît-Louis Gouly », dans Adolphe Robert et Gaston Cougny, Dictionnaire des parlementaires français, Edgar Bourloton, 1889-1891 [détail de l’édition]
- Joseph Fr. Michaud et Louis Gabriel Michaud, Biographie universelle, ancienne et moderne : ou, Histoire par ordre alphabétique de la vie publique et privée de tous les hommes qui se sont fait remarquer par leurs écrits, leurs actions, leurs talents, leurs vertus ou leurs crimes : ouvrage entièrement, vol. 65, Paris, Michaud, 1838, 684 p. (lire en ligne), p. 548-9.